# 구스타프 펠릭스 플라토브
구스타프 펠릭스 플라토브(독일어: Gustav Felix Flatow, 1869년 10월 3일 ~ 1942년 12월 28일)은 독일의 체조 선수이다. 그는 아테네에서 열린 1896년 하계 올림픽에 참가했다.
플라토브는 서프로이센의 베렌트에서 태어났으며 1892년에 베를린으로 이사했다.
플라토브는 평행봉, 철봉, 도마, 안마, 링 개인경기에 출전했다. 그는 그의 사촌이자 팀메이트인 알프레트 플라토브와는 달리 하나의 메달도 따지 못했다. 그러나 이 둘은 독일 체조 팀에 속해서 단체 평행봉, 철봉 경기에 나갔다. 독일은 두 경기에서 금메달을 땄다. 이 말은 구스타프도 두 개의 금메달을 땄다는 것을 뜻한다. 파리에서 열린 1900년 하계 올림픽에도 참가했으나 메달을 따지는 못했다. 그는 자신이 1899년에 차린 직물 회사를 운영하기 위해 체조계에서 은퇴를 선언했다.
플라토프와 그의 사촌은 홀로코스트 피해자로 테레지엔슈타트 강제 수용소에서 사망했다.

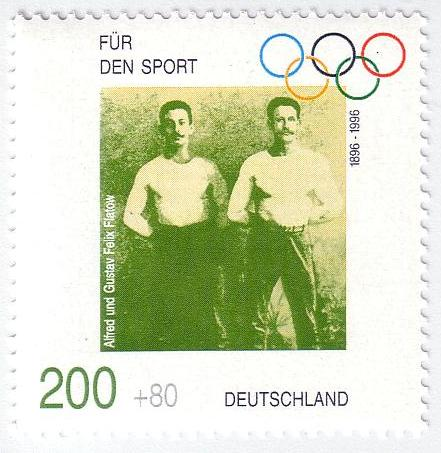
독일 우표에 있는 알프레트와 플라토브

나치가 1933년에 독일을 장학하고 홀로코스트를 자행하자 유대인이었던 플라토브는 1938년에 네덜란드로 도망쳐야했다. 나치가 네덜란드를 침공했을 때 그는 1943년까지 피해다닐 수 있었다. 1943년 새해 전날, 그는 붙잡혀서 감옥에 갔으며 1944년 2월에는 자신의 사촌이 이미 사망(1942년)한 테레지엔슈타트 강제 수용소로 이송되었다. 1년도 채 안 되어 그는 70세의 나이로 엄청난 허기를 느꼈다. 그는 이때 무려 20kg이나 살이 빠졌다.
1986년에 한 언론인이 그의 유골함을 발골했다. 이 유골함은 현재 수용소 근처에 있는 테레진에 묻혀있다.
1997년에 베를린시는 알프레드와 구스타프를 베를린 올림픽 경기장 근처에 있는 라이히스포르트펠트스트라쎄(Reichssportfeldstraße, 길 이름)를 플라토발레(Flatowallee, 플라토-가(街)로 변경했다. 베를린-크로이즈베르크에는 이 둘을 기념하는 훈장 같은 것으로 '플라토브-스포츠홀'(Flatow-Sporthalle)이 있다. 도이치포스트는 근대올림픽 100주년을 기념해서 우표 4세트를 발행했다. 이 중 하나에는 플라토브가 그려져있다.